# Wilhelm von Branca
Carl Wilhelm Franz von Branca (9 septembre 1844 - 12 mars 1928) est un géologue et paléontologue allemand.

## Biographie
Wilhelm von Branca naît à Potsdam le 9 septembre 1844, sous le nom de Wilhelm Branco. Le lieutenant-général et écrivain militaire Albert von Boguslawski (1834-1905) est son cousin.
Après avoir été officier puis une formation d'agriculteur à l'Académie royale d'État et d'agriculture d'Eldena (de), Branca étudie la géologie à Halle et Heidelberg et obtient son doctorat en 1876. Il effectue des recherches postdoctorales à Strasbourg, Berlin, Munich et à Rome avec Karl Alfred von Zittel. En 1881 il obtient son habilitation de l'université Humboldt de Berlin où il travaille ensuite comme maitre de conférence. 
Après un bref passage comme maitre de conférence à Aix-la-Chapelle, von Branca devient géologue au Service d'État géologique de Prusse à Berlin. Il est professeur de géologie et de paléontologie à Königsberg de 1887 à 1890, puis à Tübingen (1890-1895) et à Hohenheim (1895-1899). Il est ensuite professeur de géologie à l'université Humboldt de Berlin jusqu'en 1917, et directeur du musée géologique et paléontologique, l'un des trois musées qui composent le musée d'histoire naturelle.
En 1895, il est fait chevalier et change son nom de famille en « Von Branco » (et plus tard en « Von Branca »). 
En 1917 von Branca prend sa retraite,. Il meurt à Munich en 1928.

## Recherche
Les recherches de Von Branca couvrent la stratigraphie, le volcanisme, la paléoanthropologie, la paléontologie de manière générale et en particulier l'étude de l'évolution des ammonites et des vertébrés éteints, y compris à partir des découvertes de l'expédition allemande Tendaguru. 
Von Branca a été l'une des forces motrices de ce fameux effort de fouille dans ce qui était alors l'Afrique orientale allemande, aujourd'hui la Tanzanie. 
En outre il a publié des textes sur des questions sociales et religieuses.
Le plésiosaure Brancasaurus et une espèce de dinosaure brachiosauridé, Brachiosaurus brancai (aujourd'hui considéré comme une espèce distincte, Giraffatitan ), ont été nommés en son honneur.

## Toponymie
La pyramide Branca, aux îles Kerguelen et le mont Branca sur l'île de la Possession dans l'archipel Crozet ont été nommés en son honneur par son disciple Emil Werth (de) (1869-1958) en 1902 lors de l'expédition Gauss.